# تيري بال
تيري بال هو لاعب هوكي الجليد كندي، ولد في 29 نوفمبر 1944 في سيلكيرك في كندا.

## وصلات خارجية
- تيري بال على موقع دوري الهوكي الوطني (الإنجليزية)
- تيري بال على موقع قاعة مشاهير الهوكي (لاعب أن.إتش.أل) (الإنجليزية)
- تيري بال على موقع EliteProspects.com (الإنجليزية)
- تيري بال على موقع Eurohockey.com (الإنجليزية)
- تيري بال على موقع HockeyDB.com (الإنجليزية)
- تيري بال على موقع Hockey-Reference.com (الإنجليزية)